# Cine Victoria
El Cine Victoria va ser una sala d'exhibició cinematogràfica ubicada al carrer Santa Eulàlia, número 49, cantonada amb carrer Anselm Clavé, del barri de Santa Eulàlia de L'Hospitalet de Llobregat. Va ser construït per encàrrec d'Agustí Rodés Huguet. L'espai on es va aixecar el nou cinema ja s'havia fet servir en anys anteriors per a fer projeccions de cinematògraf. La sala s'inaugurà el 22 de desembre de 1923.
L'aforament inicial de la sala era de 600 localitats generals i 180 de preferents, els preus de les quals es venien a 30 i 50 cèntims respectivament. Les sessions tenien lloc els dijous, dissabtes, diumenges, vigílies de festiu i festius.
L'any 1925, es va produir la primera reforma, que va afectar l'aforament i el confort de la sala. Es va reduir el nombre de seients generals a 532 i es van augmentar els preferents a 309. Aquest canvi va venir acompanyat d'una petita reducció del preu de les entrades.
L'impagament de certs impostos per part d'Agustí Rodés va comportar un seguit de canvis de titular, fins que el 1936 el cine va ser traspassat a Erich Wolff, propietari també del Cine Guimerà conegut anteriorment com a Cine Imperio, al mateix barri de Santa Eulàlia.
El Cine Victoria va ser un dels que va sobreviure a la guerra civil. A la dècada dels 50 es va fer càrrec del negoci l'empresari Jaume Tarrazón Badia, fill de Vicenç Tarrazón, cofundador del Cine Romero, que amb els seus socis Pere Balañà i Esteve Grau es van proposar modernitzar la sala.
El projecte va anar a càrrec de l'arquitecte F.J. Barba Corsini i les obres de modernització de la sala, que van començar l'any 1960 i finalitzaren un any més tard, van consistir en la construcció d'una nova planta de més de 1000m² amb quatre pisos d'alçada, platea (798 butaques) i amfiteatre (562 butaques preferents i 398 de generals).
Amb el descens de públic a mitjans dels 70, va intentar reconvertir-se en un local especialitzat en cintes eròtiques, però l'experiència no durà gaire i tornà a la programació habitual.
L'any 1987, els propietaris van decidir tancar el Cine Victoria.